# Augusto Batioja
Augusto Batioja (1990. május 4. –) ecuadori labdarúgó, a Viktoria Žižkov játékosa.

## Sikerei, díjai
Diósgyőri VTK
- Magyar ligakupa-győztes: 2013–14